# Фёдоров, Игорь Олегович
И́горь Оле́гович Фёдоров (род. 13 июня 1997 в Москве) — российский регбист, крайний трехчетвертной команды «Слава». Является Мастером спорта России.

## Биография
В регби пришёл в 2010 году в команду «Кронштадт».
В 2015 г. поступил в МАИ, где выступал за студенческую команду «МАИ».
В мае 2019 года подписал первый профессиональный контракт со «Слава».

## Клубная карьера
Выступает за московскую команду «Слава»  как в регби-15, так и в регби-7  .
В 2016 году попал в дублирующий состав «Слава».
В 2018 году в составе команды «Слава-Трудовые Резервы» стал Чемпионом Высшей лиги по регби-7 .
В 2019 году в составе дубля стал Чемпионом Москвы по регби.
Сезон 2020 г. провел в основном составе на позиции №9 .
Свой дебютный матч провел во 2 туре РПЛ против «ВВА-Подмосковье», выйдя на замену на 74 минуте .
После смены главного тренера, перешел на позицию крайнего трехчетвертного .

## Карьера в сборной
В Сборную России по регби-7 начал привлекаться в 2018 г. .
В 2019 выступал за Резервную Сборную России по регби-7 на международных турнирах в Амстердаме  и Дубае .